# Femmes et Soldats
Pour plus de détails, voir Fiche technique et Distribution.
Femmes et Soldats (Donne e soldati) est un film d'aventures historiques réalisé par Luigi Malerba et Antonio Marchi et sorti en 1954.

## Synopsis
Au Moyen Âge, une petite ville d'Émilie-Romagne est assiégée. Alors que les assiégés souffrent de la faim, les troupes assiégeantes sont avides de compagnie féminine. Il se trouve que les soldats participent au ravitaillement de la ville assiégée tandis que les femmes de la ville se chargent d'apporter un peu de réconfort aux vaillants guerriers. Grâce à cette coopération, la guerre prendra fin.

## Fiche technique
- Titre français : Femmes et Soldats[1]
- Titre original italien : Donne e soldati[2]
- Réalisation : Luigi Malerba et Antonio Marchi
- Scenario : Luciana Momigliano, Luigi Malerba, Antonio Marchi, Marco Ferreri, Attilio Bertolucci
- Photographie :	Gianni Di Venanzo
- Musique : Teo Usuelli
- Costumes : Maurizio Chiari (it)
- Société de production : SIC MOMIGLIANI
- Pays de production :  Italie
- Langue originale : Italien
- Format : Noir et blanc - Son mono - 35 mm
- Durée : 85 minutes
- Genre : Film d'aventures historiques
- Dates de sortie :
  - Italie : 25 novembre 1954
  - France : 12 avril 1961

## Distribution
- Marcella Mariani : Margherita
- Sandro Somarè : Narrateur
- Marco Ferreri : Le Duc
- Gaja Servadio :
- Anna Albertelli :
- Joe Pantoliano :
- Enrico Magretti :

## Production
Le tournage a eu lieu à Montechiarugolo et au château de Torrechiara.